# Terrence J
Terrence Jenkins (Nova Iorque, 21 de abril de 1982), mais conhecido como Terrence J, é um ator, apresentador de televisão e modelo estadunidense, famoso por ter sido um dos apresentadores do popular programa do BET, 106 & Park de 2006 até 2012. Ele também foi o co-âncora do E! News de 2012-2015.

## Biografia
Terrence J nasceu em Queens, Nova York, e cresceu principalmente em Raleigh e Rocky Mount, Carolina do Norte. Ele estudou na Northern Nash High em Rocky Mount. Durante este tempo, Terrence trabalhou na rádio WRSV Soul 92.1 como DJ até se formar no ensino médio. Passou seus anos de faculdade, na Universidade Agrícola e Técnica do Estado da Carolina do Norte; onde morou na cidade de Greensboro. Durante este tempo, Terrence atuou como presidente da Associação de Estudantes Governamentais e como DJ para a estação de rádio da Universidade a WNAA. Trabalhando também como DJ na estação de rádio local 102 Jamz em Greensboro.

## Carreira
Depois de se formar na Universidade em 2004 com um diploma em comunicação de massa, Terrence trabalhou no escritório de diversão de uma empresa de esportes em Daytona Beach, Flórida. Quando ficou sabendo sobre a busca da BET por rostos novos, com o principal trabalho de ser o anfitrião do 106 & Park. Terrence pegou todas as suas economias e voou até Nova York para audição no final de 2005. Infeliz com sua primeira audição, Terrance e seus amigos alugaram um carro e dirigiram até Atlanta para participar de audições, onde ele teve sucesso. 
Em 2010 apareceu ao lado de Christina Aguilera e Cher no filme Burlesque no papel de Dave, DJ.
Em 2012, ele foi selecionado para substituir Ryan Seacrest como co-âncora do programa E! News.
Terrence J estrelou o filme de Tim Story, Think Like a Man (baseado no bestseller de Steve Harvey).

### Jenkins Entertainment Group
Terrence J é o co-fundador da Jenkins Entertainment Group, uma empresa especializada em marketing.

## Filmografia

### Televisão
| Ano       | Título                      | Papel       | Notas                             |
| --------- | --------------------------- | ----------- | --------------------------------- |
| 2006-2014 | 106 & Park                  | Ele mesmo   | (Apresentador)                    |
| 2009      | Kourtney and Kim Take Miami | Ele mesmo   |                                   |
| 2011      | The Game                    | Dante Young | (Recorrente; 4 episódios)         |
| 2012-2014 | E! News                     | Ele mesmo   | (Apresentador)                    |
| 2013      | Food Network Star           | Ele mesmo   | (Convidado especial)              |
| 2013      | Big Time Rush               | Ele mesmo   | (Convidado especial; 2 episódios) |
| 2016      | Coupled                     | Ele mesmo   | (Apresentador)                    |
| 2016      | Miss USA 2016               | Ele mesmo   | (Apresentador)                    |
| 2017      | 2017 MTV Movie & TV Awards  | Ele mesmo   | (Apresentador)                    |
| 2017      | SafeWord                    | Ele mesmo   | (Apresentador)                    |
| 2017      | Miss USA 2017               | Ele mesmo   | (Apresentador)                    |

## Cinema
| Ano  | Título                             | Personagem              | Notas                   |
| ---- | ---------------------------------- | ----------------------- | ----------------------- |
| 2006 | Rapture                            |                         | Curta                   |
| 2006 | The Heart Specialist               |                         |                         |
| 2010 | Stomp the Yard: Homecoming         | Ty                      |                         |
| 2010 | Burlesque                          | Dave                    |                         |
| 2011 | White T                            | Raekwon                 |                         |
| 2012 | Think Like a Man                   | Michael                 | Protagonista            |
| 2012 | Sparkle                            | Sparkle                 |                         |
| 2013 | Baggage Claim                      | Red                     |                         |
| 2013 | Battle of the Year: The Dream Team | Ele mesmo               | (Participação especial) |
| 2014 | Think Like a Man Too               | Michael                 | Protagonista            |
| 2016 | The Perfect Match                  | Charlie "Mack" McIntyre | Protagonista            |